# Callicostella caldensis
Callicostella caldensis là một loài rêu trong họ Pilotrichaceae. Loài này được (Ångström) A. Jaeger mô tả khoa học đầu tiên năm 1877.